# Château de Serviantin
Le château de Serviantin, ou château de Biviers, ou encore château Servien, est un château de plaisance des XVe et XVIe siècles qui se dresse sur la commune de Biviers dans le département de l'Isère en région Auvergne-Rhône-Alpes. 
L'édifice fait partie de cet ensemble composé de châteaux et de maisons fortes qui se dressent dans la vallée du Grésivaudan, aussi appelée « Vallée des cent châteaux ». Il a succédé à une ancienne maison forte du XIIIe siècle.
Le château fait l’objet d’une inscription partielle au titre des monuments historiques par arrêté du 4 novembre 1960. Seuls les façades et toitures sont inscrits.

## Situation et accès
Le château de Serviantin est situé dans le département français de l'Isère sur la commune de Biviers. Il se positionne au sein de la commune, au pied du massif de la Chartreuse, non loin du Mont Saint-Eynard,
Deux voies à grande circulation, reliant Grenoble à Chambéry, l'autoroute A 41 et l'ancienne route nationale 90 reclassée en RD1090, passent non loin de l'édifice

## Histoire
Les origines de ce château remonteraient au XIIIe siècle et comme beaucoup de châteaux construits à cette époque du Moyen Âge, sa fonction première était surtout défensive. Puis au cours des siècles suivants, de la Renaissance jusqu'au XIXe siècle, la bâtisse connut de nombreux aménagements afin de l'embellir et de la rendre plus confortable se transformant ainsi en une belle résidence d'agrément. 
Au XVe siècle le château est la possession de la famille de Morard d'Arces, dont les armes sont toujours gravées sur le fronton de la porte d'entrée datant de cette époque. À partir de 1500 et jusqu'en 1655, ce furent près de quatre générations de seigneurs de la famille Servien de Biviers qui vécurent et se succédèrent dans cette demeure.
Il fut la résidence qui a notamment vu naître Abel Servien, homme d'état et diplomate français qui exerça entre autres la fonction de surintendant des Finances du cardinal Mazarin en 1653.

## Description
Le château se présente sous la forme de deux corps de logis construit en équerre datant des XVe et XVIe siècles.
Malgré ces nombreux arrangements le château Servien garde toujours cette allure médiévale grâce notamment à ses trois tours. Deux d'entre elles sont rondes et flanquent sa façade sud-est faisant face au massif de Belledonne. La troisième est une grosse tour carrée situé sur la façade nord de la construction en vis-à-vis du massif de la Chartreuse.